# 病は気から (慣用句)
病は気から（やまいはきから）は、本人の心の持ち方次第で病気が重くなったり、症状が改善するさまを現した慣用句。

## 概要
いわゆるプラシーボ効果を分かりやすく置きなおした慣用句であり、「うそも方便」「病は気で勝つ」などのことわざに類する。
日本においては『夕霧阿波鳴渡』という1712年ごろの人形浄瑠璃のなかで「家内が勇むきほひにつれて、諸病はきより本服の」と詠われていたり、1864年ごろの歌舞伎の『小春隠沖津白波』序章において「病は気から生ずると申しますれば」などと語られていたりと、少なくとも江戸時代には日本の慣用句として成立を見ていたと考えられている。

## 研究
心理的なストレスと病状の関連性についての研究がなされており、ペンシルバニア州立大学の研究チームが2015年に発表したものが知られている。872人の成人に対しストレスをどのような時にどれくらい感じたかの電話調査と血液検査を実施し、ポジティブな解釈をもってストレスに対処しようとしている人ほどストレスマーカーが低く、ストレスに対し否定的な感情を持っている人ほどストレスマーカーが高い傾向にあることを突き止めた。
また、2017年には北海道大学の研究チームがストレスによる病気発症のメカニズムについて世界で初めて突き止めたとして研究成果を発表している。